# Broadview (Montana)
Broadview è una città degli Stati Uniti d'America situata nel Montana, nella Contea di Yellowstone.